# 荷蘭聲音與視覺研究所
荷蘭聲音與視覺研究所（荷蘭語：Nederlands Instituut voor Beeld en Geluid）是位於荷蘭希爾弗瑟姆的文化檔案館和博物館。聲音和視覺研究所由国家档案馆、电视广播展览馆和研究所三部分组成，其收集、保存超過70％的荷蘭視聽遺產。它成立於1997年，前身是荷蘭視聽檔案館（荷蘭語：（NAA）），並於2002年更改為現名。
根據館方在2008年的統計資料，該館保存有超過1,000,000個小時的視聽材料、包括廣播和電視節目、電影、紀錄片、網絡視頻以及音樂。館藏每天仍在增長，使其成為歐洲最大的音像檔案館之一。

## 建築
2006年，荷蘭聲音與視覺研究所搬進了位於希爾弗瑟姆媒體公園的新建築，這座建築由威廉·揚·諾伊特林斯與米歇爾·里迪克設計。1998年，荷蘭視聽檔案館擬定了新建築計劃，並在1999年初進行公開招標，在1999年底由諾伊特林斯-里迪克建築師事務所得標，建築於2004年初開始施工，隨後於2006年7月完工，同年12月，由碧翠絲女王舉行了揭幕儀式。
建筑占地46451.52平方公尺，被设计成一个巨大的欧几里得几何体，其最大特色—色彩鮮艷的外立面，則是由图形设计师賈普·德魯普斯汀设计的玻璃浮雕面板，内容取材于荷兰影视界的历史剧照。
- 建築南側的噴水池
- 內部
- 內部

## 外部連結
- 官方网站  （荷兰文）